# Joseph-Antoine Froelicher
Joseph-Antoine Froelicher (* 2. November 1790 in Solothurn als Josef-Anton Froelicher; † 9. Januar 1866 in Paris) war ein schweizerisch-französischer Architekt, der in der ersten Hälfte des 19. Jahrhunderts für den Adel in Frankreich Bauwerke errichtete.

## Leben
Joseph-Antoine Froelicher entstammte einer Patrizierfamilie in Solothurn. Froelicher begann seine Architekturstudien zunächst in der Schweiz und erhielt dann ein Stipendium der Regierung, um diese in Paris fortzusetzen. Ab 1809 war er dort als Student der École des Beaux-Arts immatrikuliert. 1810 wurde er in Frankreich eingebürgert.
Als Architekt zahlreicher Familien des französischen Hochadels baute er für diese Schlösser und Adelspaläste. Er wurde der offizielle Architekt der Herzogin de Berry, für die er das Schloss in Rosny-sur-Seine erweiterte. Als Monarchist hatte er viele Schwierigkeiten nach der Revolution von 1830.
Froelicher ist der Schwiegervater des Architekten Henri Parent.

## Bauwerke (Auswahl)

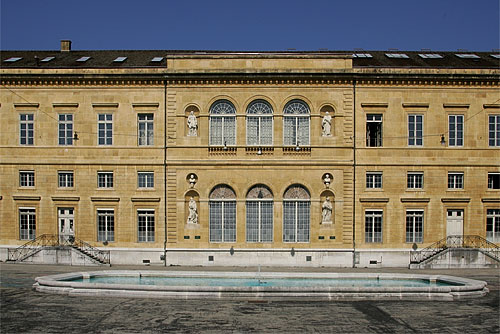
Collège latin, Neuenburg

- Hôtel de Castries in Paris (72, rue de Varenne, 7. Arrondissement)
- Hôtel de Montmorency-Luxembourg (Crédit National) in Paris (45, rue Saint-Dominique, 7. Arrondissement)
- Hôtel des Maisons in Paris (51, rue de l’Université, 7. Arrondissement)
- Château de Bonnelles in Bonnelles (Département Yvelines)
- Château de Rosny-sur-Seine (Yvelines)
- Hospice Saint-Charles, Rosny-sur-Seine (Yvelines)
- Collège latin, Neuenburg (Schweiz), heute Öffentliche Bibliothek der Universität Neuenburg